# نهر كلاكاماس
يبلغ طول نهر كلاكاماس حوالي 83-ميل (134 كـم)، وهو أحد روافد نهر ويلاميت في شمال غرب ولاية أوريغون في الولايات المتحدة. يتدفق نهر كلاكاماس عبر تضاريس جبلية وعرة وحرجية في معظمها في منابعه العليا، ويمر بالمناطق الزراعية والحضرية في ثلثه السفلي. يرتفع النهر في شرق مقاطعة ماريون بحوالي 55 ميل (89 كـم) شرق-جنوب شرق سالم. يتدفق نهر كلاكاماس لفترة وجيزة شمالًا ثم يتدفق شمالًا غربًا عبر الجبال، ويمر عبر خزان نورث فورك وإستاكادا. ثم يخرج من الجبال الواقعة جنوب شرق بورتلاند.